# Bosbeek (Limburg)
De Bosbeek of Oeterbeek is een beek in de Belgische provincie Limburg.
Ze is 24 km lang en overbrugt een hoogte van zo'n 50 m. De bron ligt op het grondgebied van As, niet ver van de bron van de Stiemerbeek die in westelijke richting stroomt en tot het stroomgebied van de Schelde behoort. De Bosbeek stroomt vervolgens tussen Oudsbergen en Dorne door. Ze vormt de centrale as van de gemeente Maaseik, omdat ze Opoeteren, Neeroeteren, Maaseik en Aldeneik aandoet. Opoeteren en Neeroeteren zijn ook vernoemd naar de Oeter(beek). De oorspronkelijke monding in de Maas werd bij de grindwinning afgegraven, maar hier heeft de Bosbeek een nieuwe, meanderende loop langs de Maasplas Heerenlaak gekregen, zodat vissen terug rechtstreeks van en naar de Maas kunnen zwemmen.
Oorspronkelijk was er onderscheid tussen de benamingen "Oeterbeek" en "Bosbeek". De Oeterbeek of Oeterse Beek omvatte de bovenloop en de natuurlijke benedenloop naar Geistingen en Kessenich (nu Witbeek). "Bosbeek" verwees naar de kunstmatige benedenloop van Jagersborg naar Aldeneik. Al in 952 is er sprake van Eycke super fluvium Uotra (Aldeneik [in het gebied] aan de Oeter), maar de Bosbeek werd pas in 13e eeuw gegraven, met als doel de grachten en watermolens in "Nieuw-Eik" van water te voorzien.
In de Bosbeekvallei liggen verschillende beschermde natuurgebieden waar veel verloren gewaande inheemse soorten stand houden. Het zijn moerassige en ondoordringbare bossen, die het gered hebben van de bos- en landbouw. De natuurgebieden liggen vooral aan de bovenloop; As, Opglabbeek en Neeroeteren (Den Tösch). De Bosbeek vormt tevens de zuidelijke grens van het natuurgebied Duinengordel. De natuurgebieden zijn Europees beschermd als onderdeel van Natura 2000-gebied 'Bosbeekvallei en aangrenzende bos- en heidegebieden te As-Opglabbeek-Maaseik' (BE2200043).

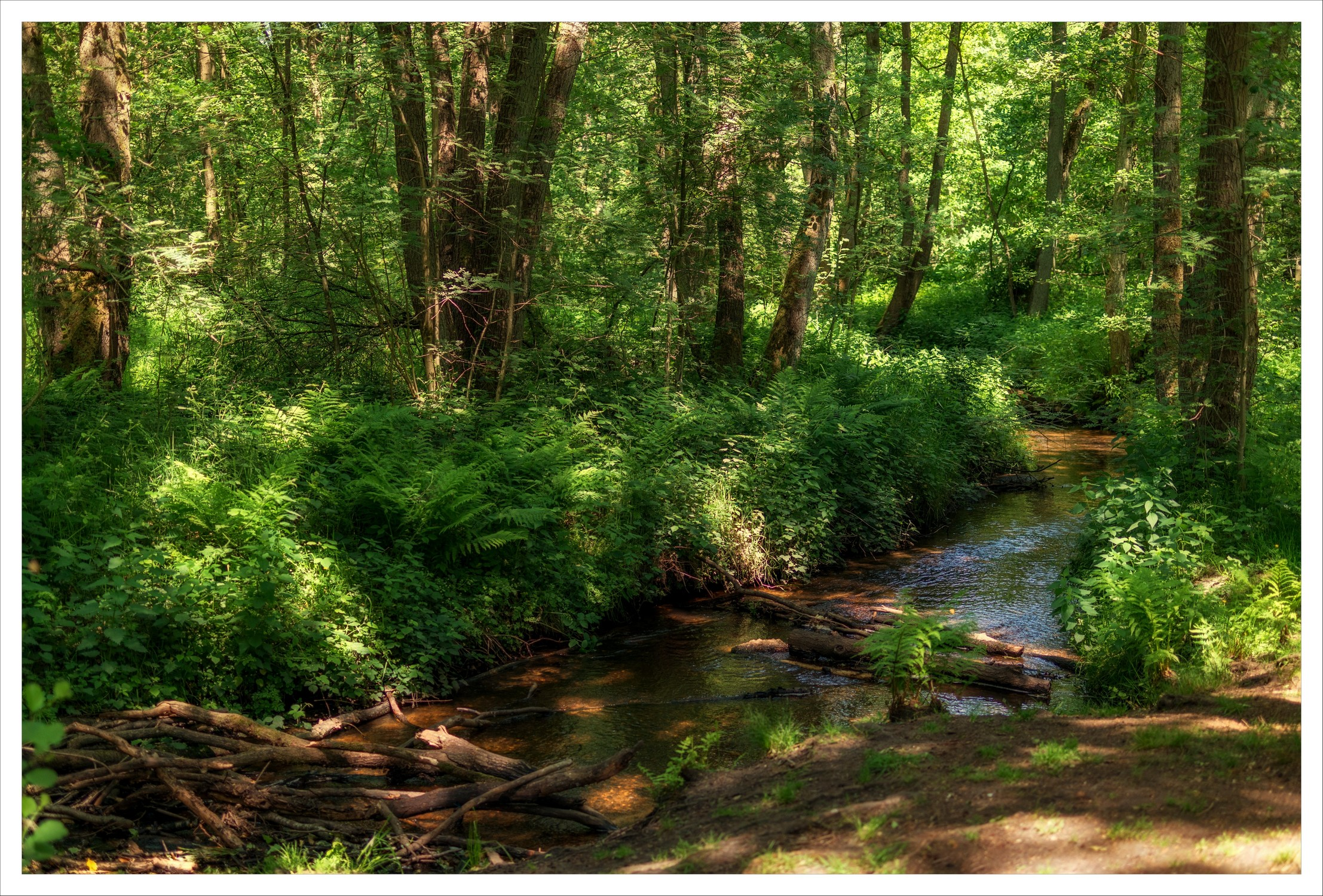
De Bosbeek op de grens van As en Opglabbeek (Oudsbergen)

## Watermolens op de Bosbeek
Van de zestien molens die eens het water van de Bosbeek benutten zijn er nog twaalf in goede staat. De lijst van alle nog aanwezige watermolens is als volgt:
- As
  - Het Mieleke of Nieuwe Molen (André Dumontlaan)
  - De Oude Molen of Theunissenmolen (Karel Theunissenlaan)
- Oudsbergen
  - De Slagmolen (Molenweg)
- Opoeteren
  - De Dorpermolen (Dorpermolenstraat)
  - De Houbenmolen (Zandstraat)
  - De Volmolen (Volmolenstraat)
- Neeroeteren
  - De Leverenmolen (Ketelstraat)
  - De Klaaskensmolen (Plattenhofweg), de laatste nog werkende zaagwatermolen in Vlaanderen
  - De Neermolen (Langerenstraat 8)
  - De Langerenmolen (Langerenstraat 28)
- Maaseik
  - De Wurfeldermolen, Kloostermolen of Looimolen (Wurfeldermolenweg), graanmolen en later papiermolen
  - De Bosmolen (Bosmolenlaan)
  - De Aldeneikermolen of Audenijmolen (Hamontweg)